# 厳正寺
厳正寺（ごんしょうじ）は、東京都大田区にある浄土真宗本願寺派の寺院。

## 概要
1272年（文永9年）、法円によって開山された。法円は北条重時の子といわれている。元々は「海岸寺」という名称で、宗派も天台宗だった。
応永年間（1394年～1428年）、六世了意の時に浄土真宗に転宗した。十一世祐恵の時に「厳正寺」に改称した。

## 水止舞
厳正寺に伝わる獅子舞として水止舞がある。
二世法密は密教を究めた住職で、干ばつによる不作が有り雨乞いを行い豊作と成った。しかし、その後に長雨が続いていたことから、村人に獅子舞を舞わせ、自分は止雨の祈祷をしたところ、たちどころに晴天になったという故事に由来する。
六世以降は浄土真宗に転宗したため、祈祷は行っていないが、水止舞の奉納は現在も続いている。水止舞は東京都の無形民俗文化財に指定されている。

## 交通アクセス
- 大森町駅より徒歩8分。